# 白石茉莉奈
白石 茉莉奈（しらいし まりな、1986年8月10日 - ）は、日本のAV女優、歌手、DJ、タレント。Bstar所属。

## 経歴
かつてジュニアタレントとしてCMやティーン向けファッション誌での活躍を経て、2013年6月にSODクリエイトよりAV女優としてデビュー。
2013年、SOD大賞の一万本越え賞と優秀女優賞をW受賞。
2014年3月、スカパー!アダルト放送大賞において、新人女優賞と東京スポーツ賞をW受賞。
2014年4月、DMMアワード2014において最優秀新人賞を受賞。
2014年7月、セガのゲーム『龍が如く』のキャラクター出演をかけたセクシー女優人気投票にエントリー。同年8月24日に行われた結果発表で107,058票を集め9位にランクインし『龍が如く0 誓いの場所』への出演権を獲得。
2015年5月、DMMアダルトアワード2015において優秀女優賞を受賞。
2015年9月24日、セクシーアイドル集団「恵比寿★マスカッツ」の第二世代メンバーとなる。

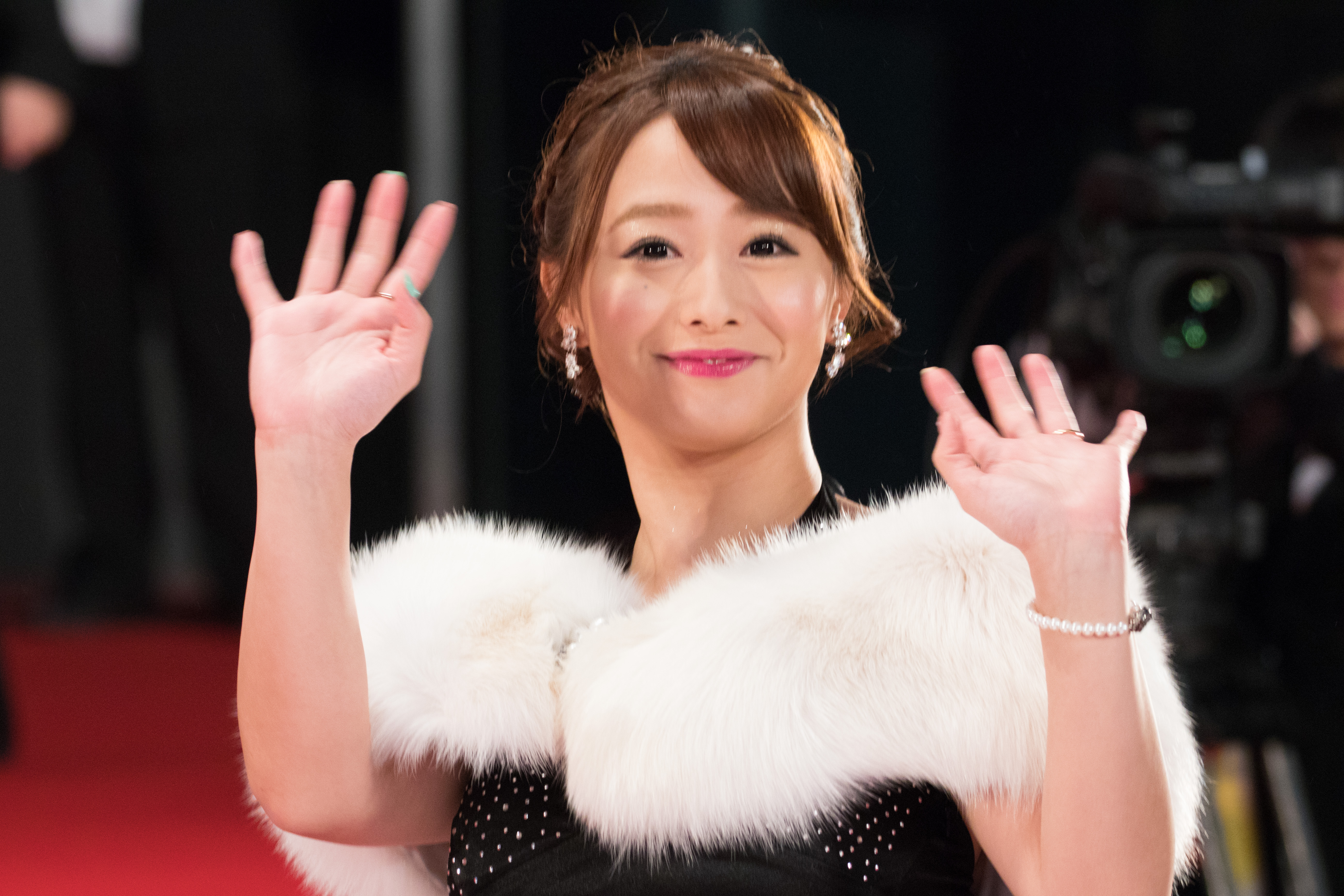
東京国際映画祭（2016年）

2017年、高橋しょう子と橋本ありなと共にAV OPEN2017のイメージガールに就任。同年よりバンビプロモーションから系列のBstar所属となる。
2018年8月、ソロアーティストとしてTOKYO IDOL FESTIVALに出演。
2019年4月2日、恵比寿★マスカッツ公式サイトで同日付でグループを卒業することを発表。その後実際は卒業ではなくクビであることを明かしている。
2019年12月、SODstarからの卒業を発表。
2020年2月10日、公式ツイッターでマドンナ専属となったことを報告。
2020年6月、自身と家族との関係が寺井広樹著『AV女優の家族』（光文社）で取材され取り上げられた。
同年11月27日、クラブチッタ川崎で行われた「LADY MADONNA-拡大版-I saw her standing there～その時ハートは盗まれた～」では大和姫呂未と七海ななとユニット「RWM」を結成してライブステージを行った。
2020年12月、「FLASH 2020年現役最強セクシー女優BEST100」読者投票・第3位選出。
2021年8月発表「読者300人が選んだFLASH 2021セクシー女優ランキング」読者投票23位。
2022年9月14日に東京・原宿RUIDOで行われた「ミルジェネ10周年記念LIVE Sweet Memories」に歌手として出演。
2023年8月3日、品川・GOTANDA G6で行われた「LADY MADONNA ANNEX」に出演。同ライブではトリを務めた。
2024年3月4日、自身の冠イベント『Bstarトークライブ ～まりりんといっしょ～』を東京・LOFT9 Shibuyaにて開催。ゲストとして事務所の後輩である安達夕莉、浅野こころ、さくらわかなを迎え行われた。
2024年4月発売『アサヒ芸能』発表「2024現役AV女優セクシー総選挙」において総合24位（東京22位、大阪37位）となる。
2024年6月23日、白石のデビュー11周年と事務所の後輩女優・未歩ななのデビュー2周年を記念したイベント『白石茉莉奈11周年 & 未歩なな2周年記念合同イベント!』を東京・代々木MUSEにて開催。また7月11日に東京・青山RizMで開催された音楽イベント『LADY MADONNA ～夏のユニット祭り～』へ大和姫呂未、七海ななと結成したユニット「RWM」として出演。イベントのトリを務めた。8月9日には『白石茉莉奈 OnemanLive ～Summer Night Town～』を東京・池袋LIVE INN ROSAにて開催。アンコールではドラムの生演奏を披露した。8月19日には、東京・三軒茶屋グレープフルーツムーンにて行われたMilky Pop Generation主催『月で逢いましょう vol.100』に約4年ぶりに出演しワンマンライブを行った。
同年12月には東風克智が選評した「アサ芸セクシーアワード2024」にて熟女賞に選出。東風は1年かけて約20キロ痩せ、母性を感じるムチムチボディから妖艶な大人の女キャラクターへのチェンジを評価。「シン・白石茉莉奈の活躍が楽しみ」と論じた。
2025年2月17日週FANZA通販フロアランキングにて出演した『マドンナALL専属バスツアー2025 ハーレムを掴み取った男たちが極上の美女を独占！！酒池肉林のお祭りはまだまだ続く！！夢の大共演＆大乱交FESTIVAL！！後編』が初登場8位となる。
2月24日週FANZA通販フロアランキングにて『4K機材で撮影された美熟女ボディを徹底的に堪能！ 極限アングルで迫るエロコス爆乳接写オナニーサポート 叱られ淫語スペシャル！ 白石茉莉奈』（Fitch）が初登場10位ランクイン。

## 人物
出身は東京都、趣味は料理・ゴルフ・高校野球観戦。特技はダンス。既婚で1児の母。
中世絵画のような肉感的な体型、母性を感じさせるファンや関係者への対応から「AV界の聖母」の異名を持つ。
デビュー作の監督でもある宝瀬博教（ほうせ・ひろみち）は「彼女の魅力は相手が安心するSEXをするところ。例えば筆おろし作品を撮ったときは、常に相手の体を触ってる。正常位では男の胸にさりげなく触れたり、騎乗位では手を握ってみたり、そういうのが自然にできる女優さんです」と人間性を論評した。

## 作品

### アダルトビデオ

#### 「SODクリエイト」専属期
※特記以外の発売はSODクリエイト。◎はBD版同時発売。
2013年
- 芸能人 白石茉莉奈 AV Debut（6月6日）◎
- 芸能人 白石茉莉奈 旦那と子供に内緒の人妻不倫旅行（7月6日）
- 激イキッ!!ママイカセ 旦那以外のチ◯ポで何度もイキまくる敏感なママのカラダ♡（8月8日）
- 芸能人 白石茉莉奈 撮影場所はマイホーム 旦那に見つかったらいい訳出来ない…自宅でドキドキ3SEX（9月5日）
- 超高級人妻ソープ嬢（10月10日）
- 白石茉莉奈×完全ガチンコ素人 童貞初挿入（11月9日）
- 本気汁をじっくり味わう中年男の変態SEXに溺れる（12月5日）

2014年
- 淫らな27歳の接吻とフェラチオと乳首責めと濃厚な性交（1月9日）
- 失神するほど…イカサレテ（2月6日）
- 元飲料水CMタレント 現役ママドル 白石茉莉奈のオナニーのお手伝いしてあげる（3月6日）
- 義母レイプ 僕のママはいいなり性処理ペット（4月10日）
- いいなり温泉旅行（5月10日）
- 性感エステ×フルコース（6月5日）
- ソフト・オン・デマンド おかげさまで、もうすぐ20周年記念作品 AVファンを熱狂させた伝説企画を、豪華S級女優競演で全編完全撮りおろし!（7月1日）他出演:紗倉まな、古川いおり、香川ルリカ、さくらえな、大槻ひびき、羽月希、有村千佳、北川瞳　※AV OPEN2014 スーパーヘビー級エントリー作品
- 弱みを握られた人妻女教師の羞恥授業（7月10日）
- 朝から晩まで挿れっぱなしチ○ポ大乱交（8月7日）
- ナチュラルハイ15周年記念作品 これが噂の痙攣薬漬け水着モデル 絶叫10連続FUCK（9月6日、ナチュラルハイ）
- 灼熱夜、義父に犯されて… 体液にまみれる濃厚セックス（9月25日）
- SODグループ21メーカー 全編撮りおろしガイド VOL.2（10月9日）※非売品
  - 性感エステ×トリプルコース 極上の3P発射SP 共演:紗倉まな、古川いおり

- 白石茉莉奈×ナチュラルハイ 出産して急激に感度があがったママチャリ早漏妻 SODstar Ver. 汁にまみれた絶頂の4日間 異常な5本番（10月23日、ナチュラルハイ）
- 卑猥な腰つきと淫らな巨尻 またがりハメ尻騎乗位（11月20日）
- 性交付き温泉女将（12月20日）

2015年
- 溢れる愛液、唾液、汗…体液まみれ濃密“汁音SEX”（1月22日）
- 人妻緊縛性奴隷（2月19日）
- 絶頂地獄 敏感痙攣211イキ 巨根13,688ピストン（3月19日）
- 犯されたい私… 卑猥な下着でバスに乗る痴漢願望の変態若妻（4月23日）
- 最高にスケベで綺麗な白石茉莉奈がアナタの義母になってラブラブ近親相姦生活（5月21日）
- ナマ派 初中出し解禁（6月18日）
- ハメっぱなしで敏感にイキまくりながらも咥え続ける濃密フェラチオ（7月23日）
- 濃厚ベロキス発情エステ（8月20日）
- 黒人メガチ○ポで絶叫、痙攣、イキまくり絶頂FUCK（9月24日）
- 癒らし。（10月22日）
- マジックミラー号がイク!! 完全ガチンコ素人 童貞初挿入 初体験が超絶美女2人の逆3P! 羨ましすぎるWキャストスペシャル!（11月19日、アイデアポケット）共演:立花はるみ
- DIGITAL CHANNEL（11月26日）共演:立花はるみ
- 妊娠淫語 子宮で感じる中出しSEX（12月24日）

2016年
- 媚薬催眠トランス大絶叫セックス（1月21日）
- 特濃ごっくん大量ぶっかけ ザーメンまみれ激イキトランス（2月18日）
- 日帰りで12発射精しちゃうヤリまくりイチャイチャ温泉旅行（3月17日）
- 29才の女子高生 男子校にただ一人の女子がAV女優だと知られ性欲旺盛な思春期の男子校生たちに性欲処理のために犯されまくる…（4月21日）
- 白石茉莉奈にヤらせる…露出 逆ナン 拘束 連れ廻し言いなり羞恥SEX（5月26日）
- 10周年記念 知らない女だけが損をする!世界最大級のメガチ○ポで白石茉莉奈が強制フェラ/連続ぶっかけ/ソーププレイ/拘束ファックをヤる（6月9日、DANDY）
- 一日奥さま!? 白石茉莉奈が貴男のご自宅へお伺い致します（6月23日）
- むっちりGカップ豊満フィットネス妻（7月21日）
- 肉感的で生々しい本気汁ハメ撮り4本番（8月18日）
- 超高級ナマ中出し輪姦倶楽部（9月22日）
- Mたらし 肉感人妻連れ込み密室調教（10月20日）
- 息子の同級生を逆レイプ 乗っかり種搾りプレス（11月23日）
- タマらなく四六時中シャブリたがる卑猥なオクチ（12月22日）

2017年
- 絶対服従 人体固定ハードFUCK（1月19日）
- SODstar presents まりりんとイクッ!! 夢の3泊4日ドキドキエロエロ南国リゾートツアー inサイパン（2月16日）
- むにゅむにゅGカップ柔乳 パイズリづくし（3月18日）
- セレブ奥様のM男なぶり（4月20日）
- 漆黒 キャンドル1本 全身感度急上昇! いつもより神経が研ぎ澄まされた 濃密貪りSEX（5月3日）共演:紗倉まな、古川いおり
- ちいさくなったボクと、憧れの奥さん（5月18日）
- 黒人メガチ○ポで絶叫、痙攣、イキまくり絶頂生中出しFUCK（6月15日）
- 寂しさ募って… バツあり男女の貪り求め合う生々しい密着交尾 激しく絡み合う粘着性交（7月20日）
- 白石茉莉奈 4周年記念初期25作品23SEX44発射収録 8時間BEST（8月10日）※ベスト版 ◎
- 狙われたジョギング奥さま 豊満な体がエロ過ぎてストーカーに犯されたジョガー（8月24日）
- DQN○校生の息子にAVデビューみたいなハメ動画を撮られ勝手に販売された継母（9月21日）
- 旦那に内緒でおっパブで働く爆乳妻に中出し本番強要（10月19日）
- 異人種近親相姦FUCKに燃え上がった5日間 ラブリーな甥っ子(注:黒人ハーフ)と再会の果てに…（11月16日）
- 早漏くん大大大好き風俗嬢 ドピュッドピュッ4コーナー15発射 イッても止めないグイグイ騎乗位（12月21日）

2018年
- 禁欲×寸止め焦らし 限界快楽堕ちSEX（1月25日）
- SODロマンス×SODstar お義母さんは担任教師 〜息子の肉棒を前にして、淫肉から女の射精液が止まらない〜（2月22日）
- 濃厚ベロキス接吻乳首舐めエステサロン（3月21日）
- 耳元で囁きながら生徒の彼氏をつまみ喰いする誘惑女教師（4月26日）
- 人妻性奴隷 鬼畜痴漢師に露出調教された爆乳奥さん（5月24日）
- 爆乳がつぶれるほどのガラス板押しつけ立ちバック圧縮ピストンで子宮の奥まで巨根を突き刺す（6月21日）
- 無断欠勤でクビになった娘の代わりにリフレ嬢になったハッスル爆乳おかあちゃん（7月26日）
- 媚薬堕ち…義父とまぐわう 湯けむり不貞中出し妻（8月23日）
- おばさんのむっちりパンティライン尻にガマンできず何回も中出ししちゃったボク（9月20日）
- おっぱい吸いながらバブバブ赤ちゃんプレイでオナニーのお手伝いしてあげる（10月25日）

2020年
- 1年と3ヵ月振りのAV復帰…そしてSODstar卒業（1月9日）
- 【6枚組】SODstar 41SEX+未公開ラストSEX 77分収録 24時間BEST（3月12日）※ベスト版

#### 「マドンナ」専属期
※特記以外の発売はマドンナ。◎はBlu-ray版同時発売。
2020年
- 衝撃移籍 白石茉莉奈 Madonna専属デビュー（3月25日）◎
- 国民的AVママドル 白石茉莉奈 マドンナ専属 第2章!!夫の上司に犯され続けて7日目、私は理性を失った…。（4月25日）
- マドンナ専属『白石茉莉奈』×超鉄板『相部屋』シリーズ!! 出張先のビジネスホテルでずっと憧れていた女上司とまさかまさかの相部屋宿泊（5月25日）◎
- マドンナ専属『白石茉莉奈』×巨匠『ながえ』マドンナ史上最高のタッグが魅せる本格寝取られドラマ!! 引っ越し業者NTR（6月25日）◎
- マドンナ専属 悦びと癒しを求める人妻の背徳性交!!! 密着セックス ～淫らな苦しみに慰められ続けて～ 白石茉莉奈（7月25日）◎
- 妻には口が裂けても言えません、義母さんを孕ませてしまったなんて…。-1泊2日の温泉旅行で、我を忘れて中出ししまくった僕。- 白石茉莉奈（9月25日）◎
- 抱かれたくない男に死にたくなるほどイカされて… 白石茉莉奈（10月25日）
- 人妻秘書、汗と接吻に満ちた社長室中出し性交 業界屈指の美熟女Madonna専属秘書に就任!! 白石茉莉奈（11月25日）◎
- 焦らして… 焦らして… 焦らして… 焦らして…、最も濡れた瞬間に挿入する愛液グチョグチョ不倫性交。 白石茉莉奈（12月25日）

2021年
- マドンナ専属・白石茉莉奈×熟れコミ 原作:ビフィダス「不倫托卵温泉」榊妙子さんの非日常 初めての不倫に溺れるウブな人妻の痴態を忠実に実写化!!（1月25日）◎
- 人妻オフィスレディの絶対領域 貞淑妻を襲う、部長の言いなり社内羞恥―。 白石茉莉奈（3月3日）◎
- 地元へ帰省した三日間、人妻になっていた学生時代の先輩と時を忘れて愛し合った記録―。 白石茉莉奈（3月25日）
- 夫と子作りSEXをした後はいつも義父に中出しされ続けています…。 白石茉莉奈（4月25日）
- 永遠に終わらない、中出し輪姦の日々。 白石茉莉奈（5月25日）
- 白石茉莉奈 マドンナ専属 The First Anniversary 3枚組12時間 ～唯一無二の国民的ママドル、待望の専属1周年記念ベスト～（6月7日）※ベスト版 ◎
- 四六時中、娘婿のデカチ○ポが欲しくて堪らない義母の誘い 白石茉莉奈（6月25日）
- 出張という名の不倫旅行 白石茉莉奈（7月25日）
- 「ねぇ? あなた、本当に童貞なの?」～童貞詐欺にイカされ続けた人妻～ 白石茉莉奈（8月25日）
- 中華なると:原作 女教師礼子 ～催淫調教室～ 厳格美麗な淑女を快楽漬けに溺れさせる!!（9月28日）◎
- 卒業式の後に… 大人になった君へ義母からの贈り物―。 白石茉莉奈（10月26日）◎
- 汗ほとばしる人妻の圧倒的な腰振りで、僕は一度も腰を動かさずに中出ししてしまった。 白石茉莉奈（11月23日）
- マドンナ専属として初めての黒人作品!! 黒人に溺れた人妻 貞淑妻が超巨根に堕ちる珠玉の寝取られストーリー!! 白石茉莉奈（12月28日）◎

2022年
- 僕を女手一つで育ててくれた、最愛の義母が最低な友人に寝取られて… 白石茉莉奈（1月25日）
- 時には勝手に痴女りたい…。Madonna専属 究極美熟女『白石茉莉奈』お貸しします―。（2月22日）◎
- これは部下に厳しいムチムチ女上司にセクハラしたら怒られるどころかセックスまで出来た話です。 白石茉莉奈（3月22日）
- 母をイジメっ子の同級生にNTRれたいじめられっ子の僕 白石茉莉奈（4月26日）
- NGR-ナガサレ- 義弟に犯され初めての絶頂を知った嫁 白石茉莉奈（5月24日）
- 寿退社を祝う温泉旅行で、私は上司に中出しされ続けて―。 白石茉莉奈（6月28日）
- ヌードモデルNTR 上司と羞恥に溺れた妻の衝撃的浮気映像 白石茉莉奈（7月26日）
- 白石茉莉奈 マドンナ専属2ndBEST 3枚組12時間 ～母性とエロスで貴方を癒す、『まりりん』2周年記念SPECIAL～（8月9日）※ベスト版 ◎
- 原作:アルプス一万堂 【朗報】激安風俗で大当たり引いたwww どちゃシコボディ美熟女と濃密汗だくSEX! 白石茉莉奈豪華4本番!!（8月23日）◎
- 妻の妊娠中、オナニーすらも禁じられた僕は上京してきた義母・茉莉奈さんに何度も種付けSEXをしてしまった…。 白石茉莉奈（9月27日）
- ド田舎に里帰りしてきた僕は、暇を持て余す近所の絶倫奥様にず～っと連続搾精され続けて…。 白石茉莉奈（10月25日）

2023年
- 甘い囁きに流されるまま、僕は大学を留年するまで、人妻との巣篭もりSEXに溺れて…。 白石茉莉奈（1月10日）
- 愛を認めさせたくて妻と絶倫の後輩を2人きりにして3時間…抜かずの追撃中出し計17発で妻を奪われた僕のNTR話　白石茉莉奈（3月28日）
- 息子の友人ともう5年間、セフレ関係を続けています－。年下の子と不埒な火遊び…中出し情事に溺れる私。白石茉莉奈（4月25日）
- 0秒で準備万端いつでもSEX出来る都合が良いムチムチ愛人　白石茉莉奈（5月23日）
- 高級ソープに行く為、お金と精子をためて1ヶ月後―。爆乳むっちり淫乱寮母に理性が崩壊して精子が枯れ果てるまで生ハメしまくった!!　白石茉莉奈（6月27日）
- 妻の妊娠中、禁欲してた僕がソープに行ったら…出てきたお店のNo.1は妻の友達・茉莉奈さんだった。　白石茉莉奈（7月25日）
- まりりん史上、最高にエグい痴女―。天使のような顔して下品にMお所を喰い漁る発情期の肉感痴女　白石茉莉奈（8月22日）
- 白石茉莉奈　The 3rd BEST　3枚組12時間（9月12日）※ベスト版
- 愛する夫の為に、身代わり週末肉便器。超絶倫極悪オヤジに、孕むまで何度も中出しされ続けて…。　白石茉莉奈（9月26日）
- 檻の中のマゾチ〇ポ、金玉バンク爆発寸前―。地獄の禁欲生活28日後の気持ち良すぎる大量射精セックス　白石茉莉奈（11月14日）◎
- 左遷されて謹慎を強いられた俺は、田舎の柔乳妻と汗だく絶倫性交に溺れて…。　白石茉莉奈（12月12日）
- 世界一豪華な記念作!! マドンナ20周年記念 湯煙漂う中出し無制限史上初ALL専属バスツアー!! 白石茉莉奈ほか（12月26日）◎

2024年
- 寝取らせ串刺し輪姦 愛する妻を深奥まで犯し尽くして下さい―。 白石茉莉奈（1月9日）
- 世界一豪華な記念作!! マドンナ20周年記念 感動と絶頂のフィナーレ 湯煙舞う中出し無制限史上初ALL専属バスツアー!! 後編 ～大競’宴’はまだまだ終わらない!! 中出し無制限の大乱交!!～（1月30日）◎
- パーソナルトレーナーNTR キックボクシングジムでの汗だく中出し寝取られ映像　白石茉莉奈（2月13日）
- ママ友に誘われたマッチングアプリで、‘推しの年下’を一緒に甘く飼い慣らす。 白石茉莉奈 宗像れな（4月9日）◎
- 10th Anniversary of Debut白石茉莉奈 素人感謝祭 まりりん’sワゴンで離島を巡る逆ナン搾精SEX in沖縄1泊2日（5月28日）◎
- 愛する8人の息子たちと子育てSEXに溺れる、大家族‘近親相姦’性活 とある大家族の母茉莉奈さんの奮闘記―。 白石茉莉奈（6月11日）
- 週3日、 寂しさを紛らわす深夜のパート勤務で倦怠期の夫を忘れさせてくれる絶倫の年下バイトくんと夜が明けるまで中出し不倫に溺れています。 白石茉莉奈（7月9日）
- 底辺風俗60分4500円。避妊無し中出し肉便器になった人妻。 白石茉莉奈（8月13日）◎
- 累計販売数10万DL突破！！清純な巨乳妻を寝取らせる人気シリーズが待望の実写化！！あなたが望むなら　白石茉莉奈（９月１０日）
- 永遠の別れを誓った二人の、最後にして最高の中出しSEX。白石茉莉奈（１０月０８日）
- 健全エステと紹介された職場はまさかの風俗エステ…ゲス店長のセクハラ講習で言いなり調教された人妻　白石茉莉奈（１１月１２日）
- こんな場所なのに、Gカップ密着！！勃起を誘う痴女中出しデート　白石茉莉奈（１２月１０日）
- 白石茉莉奈 マドンナ専属 4th BEST 480分～圧倒的存在感と肉感エロスが溢れる、天性のAVママドル『まりりん』4周年記念Special～（12月31日）

### アダルト配信限定
- 配信限定 ハメ撮り MADOOOON!!!! マドンナ専属女優の『リアル』解禁。 白石茉莉奈（2022年7月5日、マドンナ）

### アダルトVR
2020年
- 【初VR】リアル結婚生活 めちゃくちゃ可愛い白石茉莉奈ちゃんが僕のことを大好きでしかも超エッチ!こんな子と結婚したら毎日楽しくイチャイチャしっぱなしでエッチもヤリまくり中出ししまくりの究極ラブラブ結婚生活日記（1月4日、SODクリエイト）
- 本番デキちゃうプルパイ巨乳人妻おっパブ嬢♪優しい爆乳ママが癒しのこっそり裏オプ満載スペシャル!!（2月3日、SODクリエイト）

2023年
- 3年ぶりに帰ってきました! 白石茉莉奈マドンナVR初登場!! 妻の友人が働くマッサージ店に行ってみたら連続射精でチ〇ポがバカになるまでヌイてくれる超優良な人妻奉仕メンズエステだった!!（5月5日、マドンナ）

2024年
- 超高画質8KVR 絡みつく濡髪義母の膣誘惑 世間知らずの僕に全てを教えてくれて初めての生ナカSEXで夜明けまで幾度も果てた一夜 白石茉莉奈（4月19日、マドンナ）

### イメージビデオ
2013年
- Marina ママはGカップ!（9月12日、グラッツコーポレーション）◎

2014年
- Marina2 もう一度まりりんに会いたい（5月8日、グラッツコーポレーション）◎
- 白石茉莉奈はオレのカノジョ。（10月25日、GARDEN）

2015年
- Marina3 愛しい貴方に微笑みを（1月1日、グラッツコーポレーション）◎
- Marina4 人妻リゾートバケーション/白石茉莉奈（4月2日、グラッツコーポレーション）◎
- à nu(ア・ニュ)（9月4日、デジプラン）
- Mama DOLL（11月27日、グラッソ）
- 白石茉莉奈はオレのカノジョ。2（12月25日、GARDEN）

2016年
- Luxury Nude 柔らかな眼差しに包まれて（2月13日、Precious Beauty）◎
- エロキュート 白石茉莉奈（5月28日、オルスタックピクチャーズ）
- 白石茉莉奈が好きすぎて白石茉莉奈が彼女になってた（6月25日、GRAPHIS）◎

2017年
- nude romantic ～ひと夏の恋愛逃避行～ 白石茉莉奈（1月28日、Precious Beauty）◎
- 僕のお嫁さんは白石茉莉奈（6月29日、グラッツコーポレーション）
- ママは歌って踊れる着エロアイドル♪ 白石茉莉奈（9月13日、Precious Beauty）◎
- Aphrodite 白石茉莉奈（10月13日、ファインピクチャーズ）◎

2018年
- 白石茉莉奈が好きすぎて白石茉莉奈が彼女になってたPart2（1月25日、GRAPHIS）◎
- Marina5 五年目のアバンチュール（3月15日、グラッツコーポレーション) ◎
- nude romantic II ～ひと夏の南国逃避行～（9月23日、Precious Beauty）◎
- Aphrodite 白石茉莉奈 2（10月1日、ファインピクチャーズ）◎

2019年
- 白石茉莉奈をひとりじめ。～一夜の温泉物語～ (7月23日、G-trip) ◎
- Marilyn Holiday ～ある夜の出来事～ 白石茉莉奈（12月28日、G-trip）◎

2022年
- まりりん卓球部へようこそ! 白石茉莉奈（6月28日、Precious Beauty）◎

2023年
- まりりんツーリング部へようこそ! 白石茉莉奈（3月28日、Precious Beauty）◎
- まりりんドライブ部へようこそ! 白石茉莉奈（11月28日、Precious Beauty）◎

2024年
- まりりんゴルフ部へようこそ! 白石茉莉奈（3月28日、Precious Beauty）◎
- Best naked 白石茉莉奈（7月28日、Naked Actress）◎

### バラエティ
- かすみレディオ Vol.24（2015年9月19日、つくばテレビ） - 共演:大槻ひびき
- かすみレディオ Vol.27～ラストレディオ～（2016年6月30日、つくばテレビ）- 共演：天使もえ、桃乃木かな、桜木凛・初音みのり・瑠川リナ・小島みなみ・阿部乃みく・湊莉久・範田紗々、麻美ゆま
- みひなな食堂3(2018年、つくばテレビ）
- ギリギリライブ イマドキ女子のリアル生態調査（2021年7月22日[44]、7月29日、北海道文化放送）

### 写真集
- UNBALANCE（2013年8月21日、双葉社、撮影：三浦ゆうすけ）ISBN 978-4-575-30561-6
- 原色（2014年10月21日、双葉社、撮影：浜田一喜）ISBN 978-4-575-30771-9
- Thanks!Mam（2015年8月25日、彩文館出版、撮影：斉木弘吉）※3000部限定愛蔵版[45] ISBN 978-4-7756-0567-7
- My Romantic Nest（2016年12月21日、双葉社、撮影：上野勇）ISBN 978-4-575-31209-6
- Oh,boy!（2018年4月25日、彩文館出版、撮影：浜田一喜）※3000部限定愛蔵版[46] ISBN 978-4-7756-0599-8

## 製品

### トレーディングカード
- ジューシーハニー コレクションカード Vol.28 希志あいの 波多野結衣 白石茉莉奈（2014年10月12日、株式会社ミント）
- ジューシーハニー コレクションカード Vol.33 JULIA 白石茉莉奈 希崎ジェシカ（2016年4月30日、株式会社ミント）
- ジューシーハニー・ラグジュアリーエディション2018 明日花キララ 市川まさみ 白石茉莉奈 三上悠亜（2018年2月24日、株式会社ミント）
- AVC ジューシーハニー PLUS ＃1 天使もえ 希崎ジェシカ 白石茉莉奈 益坂美亜（2018年12月22日、株式会社ミント）
- AVCジューシーハニーコレクションカード 15thアニバーサリー（2020年8月22日、株式会社ミント）
- ジューシーハニーコレクションカード PLUS ＃8 相沢みなみ 白石茉莉奈 浜崎真緒 深田えいみ（2020年10月24日、株式会社ミント）

### カレンダー
- 白石茉莉奈 2015年版カレンダー（2014年9月27日、株式会社ハゴロモ）
- 白石茉莉奈 2015年版卓上カレンダー（同上）
- 白石茉莉奈 2016年版カレンダー（2015年10月17日、株式会社ハゴロモ）
- 白石茉莉奈 2016年版卓上カレンダー（同上）
- 白石茉莉奈 2017年カレンダー（2016年10月8日、株式会社ハゴロモ）
- 白石茉莉奈 2017年卓上カレンダー（同上）
- 白石茉莉奈 2018年カレンダー（2017年11月25日、株式会社ハゴロモ）
- 白石茉莉奈 2018年卓上カレンダー（2017年11月11日、株式会社ハゴロモ）

### フィギュア
- PLAMAX Naked Angel 1/20 白石茉莉奈（2021年4月3日、マックスファクトリー）

## 出版

### 書籍
- AV女優の家族（2020年6年16日、光文社、著者：寺井広樹）ISBN 978-4-334-04480-0
  - 白石を含む全5名のAV女優への取材をまとめたルポルタージュ[47]。

### Webグラビア
- GRAPHIS ‐ グラフィスギャルズに掲載

### 掲載紙
- メンズジョーカー5月号（2014年4月10日発売）
- 週刊プレイボーイ
- プレイコミック
- 月刊ソフト・オン・デマンドDVD
- 週刊大衆
- 増刊ピザッツHB

etc

### コラム連載
- 白石茉莉奈の目指せ性界遺産登録　（2013年10月8日 ‐ 2014年4月1日、東スポ裏通り）
- 白石茉莉奈のドMステーション　（2014年4月16日 -  10月1日、東スポ裏通り）
- 白石茉莉奈を紙面陵辱しませんか?　（2014年10月16日 - 2015年10月1日、東スポ裏通り）
- 乳輪で奏でる性愛ソナタ（2014年10月26日号 - 2016年1月26日号「増刊大衆」）

## ディスコグラフィ

### カバーシングル
| 枚  | 発売日        | タイトル         | 規格品番                            |
| --- | ------------- | ---------------- | ----------------------------------- |
| 1st | 2015年3月18日 | 1986年のマリリン | DDCZ-9050（限定） DDCZ-2012（通常） |
| 2nd | 2016年12月7日 | DESIRE～情熱～   | DDCZ-2133                           |

### アイドルグループ関連作品
- SEXY-J関連作品
  - シングル『セーラー服を脱がさないで』（2015年1月21日、BounDEE）
  - カバーシングル『青春のフラッグ』（2016年5月13日、インディーズ）
  - アルバム『裏BEST』（2016年7月23日、会場限定発売）
- 恵比寿★マスカッツ関連作品
  - シングル『TOKYOセクシーナイト』（2015年11月25日、ポニーキャニオン）
  - シングル『Sexy Beach Honeymoon』（2016年5月25日、ポニーキャニオン）
  - アルバム『喜怒愛楽』（2017年4月26日）
  - ライブDVD『恵比寿★マスカッツ 全国暴走ツアー2016〜タイホしちゃって♡〜 恵比寿LIQUID ROOM』（2018年1月31日）
  - ライブDVD『恵比寿★マスカッツ 喜怒愛楽ツアー『全国イク行く〜♡』 恵比寿LIQUID ROOM』（2018年2月28日）

## 出演

### Vシネマ
- 裏麻雀美神列伝 闇討ちのユメ（2014年3月5日、アルバトロス）- 主演・雨宮ユメ 役

### テレビドラマ
- LOVE理論 第7話（2015年5月25日、テレビ東京）- 風俗嬢・ひな子 役[48]

### ウェブドラマ
- ＃声だけ天使（2018年1月 - 3月、AbemaTV） - きよ美 役[49]

### 映画
- ゴッドタン キス我慢選手権 THE MOVIE2 サイキックラブ（2014年10月17日公開） - 保健教師 役
- 房総戦士イスミンジャー（2015年公開、監督:髙橋亨、帰ってきたコウノトリ映画プロジェクト） - ヒロイン・小松理沙 役
- 変態だ（2016年12月10日公開） - 妻 役[50][51]

### 地上波テレビ
- もう!バカリズムさんのドH! 第2回（2014年5月26日、NOTTV）
- 〜裏ネタワイド〜 DEEPナイト（2014年5月29日,7月17日、テレビ東京）
- 一夜づけ（2014年8月24日、テレビ東京）[14]
- ヨソで言わんとい亭〜ココだけの話が聞ける（秘）料亭〜（2014年11月20日、テレビ東京）
- ぶっちゃけ嬢〜26時のシンデレラ〜（2015年2月,3月、テレビ東京） - マンスリーゲスト
- じっくり聞いタロウ〜スター近況（秘）報告〜（2019年2月8日・2020年2月28日、テレビ東京）
- ビビッと!TV（2022年1月9日 - 30日、4月3日 - 30日、テレビ埼玉） - MC

### CS
- SPICE×BOYS #1（2015年1月、エンタ!959）
- かすみレディオ#37（2015年6月、エンタ!959）
- 36時間かすみ果穂＆上原亜衣引退特別編成（2016年4月16日、エンタ!959）
  - かすみレディオ傑作レディオ1-3
  - かすみレディオ#47、ラストかすみレディオ、DJかすみ卒業式。- 共演：桜木凛、初音みのり、瑠川リナ、小島みなみ、阿部乃みく、湊莉久、範田紗々、麻美ゆま
- 新みっひーランド みひなな食堂 #17・#18（2017年、エンタ!959）
- 原宿☆バンビーナ候補生（2020年3月1日[52]、エンタ!959）

### ラジオ
- JUNK おぎやはぎのメガネびいき（2014年5月23日、TBSラジオ）
  - ダイナマイトエクスタシー
- とにかく明るい安村と紗倉まなのとにかく丸裸!（2015年4月25日、文化放送）
- 真夜中の音じゃらし（2018年7月、ラジオ関西）- RWM
- 白石茉莉奈のtalking free（2022年1月9日 ‐ 、渋谷クロスFM） ‐ メインパーソナリティー[53]

### ウェブテレビ
- AV女優の初恋ピュア物語〜前編〜（2018年1月13日、AbemaTV）[54]
- DDTの木曜The NIGHT（2020年1月10日、AbemaTV）
- GUEST LIVE スカパー! アダルト放送大賞2020授賞式（2020年11月28日、スカパー!アダルト放送大賞2020チャンネル、みんなのファン祭り特設サイト）[55]
- 春のパンツまつり2021（2021年3月31日、春のパンツまつり公式サイト）[56]

### 舞台
- 招きたい客（2018年7月14日 - 17日、武蔵野芸能劇場小劇場）
- MiXEd SANDWICH～永遠の絆～（2023年4月7日 - 11日、座・高円寺2）

### 音楽活動
- 七海なな「デビュー10周年記念TALK & LIVE ～Always with you～」開催（2017年10月29日、渋谷・東京カルチャーカルチャー） - ゲスト：色紙美優 / 大和姫呂未 / Ganmi / 長瀬麻美 / みひろ / 麻雅庵（出演順）
- ミルジェネ「美女と野獣-Beauty and the Beast-」 vol.27 with 白石茉莉奈（2020年7月11日、東京・三軒茶屋グレープフルーツムーン）[57]
- Live from Grapefruits Moon「月で逢いましょう」 vol.6 白石茉莉奈（2020年10月25日、東京・三軒茶屋グレープフルーツムーン）[58]
- LADY MADONNA vol.15（2022年7月28日、東京・青山RizM）[59]
- LADY MADONNA ANNEX（2023年8月3日、東京・GOTANDA G6）[60]
- 白石茉莉奈 OnemanLive ～Summer Birthday Party!!!～（2023年8月10日、東京・大塚heart+）[61]
- LADY MADONNA ～春、桜の花芯満開～（2024年3月28日、東京・青山RizM）[62]
- 白石茉莉奈 OnemanLive ～Summer Night Town～（2024年8月9日、東京・池袋LIVE INN ROSA）[33]
- Live from Grapefruits Moon「月で逢いましょう」 vol.100 白石茉莉奈（2024年8月19日、東京・三軒茶屋グレープフルーツムーン）[34]
- LADY MADONNA 拡大版 2024（2024年11月21日、神奈川・川崎 CLUB CITTA'）※ソロ名義だけでなく、大和姫呂未・七海ななとのユニット「RWM」としても出演[63]。
- まりりんといっしょ～LIVE SP～（2024年11月29日、東京・池袋LIVE INN ROSA）[64]

### ゲーム
- 龍が如く0 誓いの場所（2015年3月12日、PlayStation 3・PlayStation 4、セガ） - 白石茉莉奈 役
- 龍が如く7 光と闇の行方（2020年1月16日、PlayStation 4、セガゲームス）乙姫ランド・ソープ嬢、白石茉莉奈 役 ※写真のみの出演
- 社長と美女たちの二重奏（2024年3月6日[65]、CREAM SOFT）- リュドミラ 役[66]

### イベント
- ハロウィンの夜お掃除イベント（2016年10月29日、渋谷）- 触れただけで反応する「ビン・カンゴミ箱」（声の出演）[67]
- Bstarトークショー ~アワード受賞者 大集合SP~（2022年5月1日、代々木・MUSE HALL）[68]

### パチンコ
- CR豊丸とソフトオンデマンドの最新作（2016年11月、豊丸産業）[69]

## インタビュー
- AV女優ロングインタビュー「白石茉莉奈インタビュー（全4回）」（2015年11月5日 - 26日、FANZA NEWS (旧DMM R18 NEWS)）[70][71][72][73]
- 【オトナのオモチャ相談室】トイズハートセブンティーン ボルドー 講師・白石茉莉奈（2017年2月26日、トイズマガジン）[74]